# Площадь Шафарика
Площадь Шафарика (словац. Šafárikovo námestie, нем. König András-Platz, венг. András király-tér) — площадь в Братиславе в городском квартале Старый город. Расположена между Набережной Ваянского и Проспектом Достоевского, а также между улицами Штура, Добровича и Гонды.
В 1944 году здесь располагался Дворец Ландерера, теперь на его месте разбит парк, в котором в 1960-е годы находились ресторан и кафе «Казачок». К значимых объектам площади можно отнести дом в стиле модерн (на углу с проспектом Достоевского).
В центре площади с 1914 года расположен небольшой сквер с Утиным фонтаном (автор Роберт Кюмайер). Первоначальная художественная ограда парка была в начале XXI века ввиду плохого состояния полностью заменена точной копией.
На северной стороне площади находится несколько автобусных остановок и одна трамвайная остановка. В непосредственной близости к площади стоят киоски фаст-фуда и почты.
На площади находится культурный памятник: доходный дом в стиле модерн, построенный после 1904 года.

## Галерея
- Дом в стиле модерн, памятник культуры
- Вид в сторону торгового комплекса Eurovea
- Вид на бывшие автобусные остановки